# Ryliwka
Ryliwka (ukr. Рилівка, hist. pol. Ryłówka) – wieś na Ukrainie, w obwodzie chmielnickim, w rejonie szepetowskim. W 2001 liczyła 438 mieszkańców, spośród których 426 wskazało jako ojczysty język ukraiński, a 12 rosyjski.